# 黃昱翔
黃昱翔（1986年4月11日—），小名阿MAN，為台灣Channel V節目《模范棒棒堂》的第二屆成員。

## 簡歷
2004年至2011年，黃昱翔在導演鄺盛的公司任職導演助理。
2008年，《模范棒棒堂》在找第二屆弟弟的時候，小和敖犬在節目上推薦黃昱翔。製作單位的工作人員找到黃昱翔並跟他詳談過後，決定讓他直接進入節目而不需要參加任何徵選會。工作人員也意外發現原來他是瑤瑤的龍鳳胎哥哥，出生時間只差三分鐘，同時也是Apple的弟弟。
2012年，黃昱翔就職於金曲導演陳映之的宇宙映像有限公司，擔任導演及副導演。

## 家庭
- 大姊，黃暐婷 (Apple)。（前黑Girl成員）
- 雙胞胎妹妹，黃喬歆 (瑤瑤)。（前黑澀會美眉成員）

## 影视作品

### MV
- 2005年
  - 林志炫 - 《出嫁》
- 2009年
  - 王若琳 - 《Nobody's A Nun》
- 2013年
  - 歐漢聲 - 《想歸想》

### 電視劇
| 首播日期 | 播出頻道   | 劇名           | 飾演 |
| -------- | ---------- | -------------- | ---- |
| 2019年   | 八大綜合台 | 《一起幹大事》 |      |

### 綜藝節目
| 日期                       | 播出頻道          | 節目名               | 備註           |
| -------------------------- | ----------------- | -------------------- | -------------- |
| 2008年9月1日－2009年2月9日 | Channel V（台灣） | 第二屆《模范棒棒堂》 | 底迪（第一代） |

## 執導作品
- 以MAN身份去拍攝
  - 2012年
    - 小護士樂團 - 《瘋子》
    - 佛跳牆 - 《三分之二》
    - Sparkling Girls - 《No No No No Yes》(與陳映之共同拍攝)

  - 2013年
    - F.I.R - 《Light up the way》
    - 梁佳杰 - 《愛上你的愛》
    - 楊丞琳 - 《一小節休息》

  - 2014年
    - 李佳薇 - 《笑到流淚》

## 廣告
- 《2008[V]POWER愛音樂演唱會》宣傳廣告